# Józef Milejski
Józef Milejski (ur. 9 lutego 1923 w Rokitnie, zm. 30 sierpnia 2006 w Nowym Sączu) – polski oficer Wojsk Ochrony Pogranicza, pułkownik ludowego Wojska Polskiego.

## Życiorys
Urodził się w Rokitnie na ziemi kieleckiej. Służbę wojskową w ludowym Wojsku Polskim pełnił w latach 1945–1985. W latach 1941–1945 brał udział w walkach z Niemcami jako żołnierz Batalionów Chłopskich. Ukończył kurs podchorążych BCh. Uczestniczył w latach 1945–1947 w walkach z oddziałami Ukraińskiej Powstańczej Armii. Podczas służby w Wojskach Ochrony Pogranicza ukończył m.in. kurs oficerów wojsk ochrony pogranicza, wyższy kurs dowódczo-sztabowy oraz cywilne studia administracyjne. W latach 1968–1978 był szefem sztabu Karpackiej Brygady WOP w Nowym Sączu, a w latach 1978–1984 był dowódcą Bieszczadzkiej Brygady WOP w Przemyślu. Członek PZPR. W 1985 zakończył zawodową służbę wojskową i przeszedł w stan spoczynku. Mieszkał w Nowym Sączu.
Był działaczem Związku Byłych Żołnierzy Zawodowych i Oficerów Rezerwy. Pochowany zgodnie z ceremoniałem wojskowym na Cmentarzu Komunalnym w Nowym Sączu.

## Odznaczenia
- Krzyż Komandorski Orderu Odrodzenia Polski
- Krzyż Oficerski Orderu Odrodzenia Polski
- Krzyż Kawalerski Orderu Odrodzenia Polski
- Złoty Krzyż Zasługi
- Srebrny Krzyż Zasługi
- Brązowy Krzyż Zasługi
- odznaki za zasługi dla województw: krakowskiego, lubelskiego, rzeszowskiego oraz krośnieńskiego, przemyskiego i nowosądeckiego
- Honorowa Odznaką „Za Zasługi dla ZBŻZiORWP”
- inne wyróżnienia